# Johann Baptist Graeff
Johann Baptist Graeff (* 20. Juli 1808 in Zell (Mosel); † 21. Januar 1884 ebenda) war ein deutscher Kaufmann und Tabakwarenfabrikant.

## Leben
Johann Baptist war ein Sohn der Eheleute Anton Joseph Christoph (1772–1855) und Maria Margarete Graeff geb. Ebertz (1773–1820) die seit 1799 miteinander verheiratet waren. Nach Ende seiner Schulzeit von 1814 bis 1822 erlernte er den Beruf des Kaufmanns und machte sich im Anschluss daran in Zell selbstständig. Zunächst handelte er mit Salz, Kolonialwaren, Tuchen – sein Vater hatte bereits zuvor eine Kolonial- und Tuchenhandlung besessen –  sowie ab dem 2. November 1850 auch mit Zigarren und Rolltabak. Hierzu eröffnete er eigens eine Zigarrenfabrik, der eine Manufaktur zur Herstellung von Rolltabak angeschlossen wurde. 
Die in Zell gegründete Firma Cigarrenfabrik J. B. Graeff bestand bis zum Jahr 1925, hier absolvierte Heinrich Neuerburg (1839–1901), Sohn eines Tabakindustriellen, im Zeitraum von 1854 bis 1857 sein Volontariat. Um das Handwerk der Zigarrenfabrikation zu erlernen, ließ er sich hierfür bei seinem Schwager in Adenau ausbilden. Für seine Fabrik in Zell, die zu dieser Zeit noch keine Maschinen besaß, wurden entsprechend viele Arbeiter aus dem Umland beschäftigt, die die Zigarren in Handarbeit produzierten. Da sich das Geschäft mit dem Handel von Tabakwaren als sehr lukrativ herausstellte, eröffnete Graeff weitere Filialfabriken in Briedel, Kaimt und in Merl.
Ab dem Jahr 1868 begannen zwei Söhne von Graeff, Otto und Roman sich in der Zigarrenfabrikation selbstständig zu machen, gründeten 1885 die Firma J. B. Graeff Söhne und bauten noch im selben Jahr in Zell in der Schlossstraße eine neue Fabrik. Aus der Ehe der Tochter Pauline, die den aus Zell stammenden Jakob Zimmermann geheiratet hatte, ging später die Weinkellerei Zimmermann-Graeff hervor.

## Familie
Graeff hatte eine Schwester Gertrude (1805–1890) und zwei Brüder, Josef Erasmus (1803–1877) von Beruf Richter sowie Gottfried (1820–1900) der später Justizrat wurde. Die Mutter Maria Graeff verstarb wenige Monate nach der Geburt von Gottfried. 
Johann Baptist Graeff heiratete später die aus Adenau stammende Maria Gertrude geb. Koll (1818–1903) und hatte mit ihr 7 gemeinsame Kinder. Otto Anton (1839–1917), Roman Anton (1841–1930), Bertha (1844–1867), Gertrude (1847–1906), Franz Xaver (1849–1906), Carl Heinrich (1855–1895) und Pauline (1857–1908).